# Планкри
Планкри́ (фр. Planquery) — коммуна во Франции, находится в регионе Нижняя Нормандия. Департамент коммуны — Кальвадос. Входит в состав кантона Бальруа. Округ коммуны — Байё.
Код INSEE коммуны — 14506.

## Население
Население коммуны на 2010 год составляло 212 человек.
| 1962 | 1968 | 1975 | 1982 | 1990 | 1999 | 2010 |
| ---- | ---- | ---- | ---- | ---- | ---- | ---- |
| 284  | 277  | 251  | 217  | 255  | 241  | 212  |

## Экономика
В 2010 году среди 141 человека трудоспособного возраста (15—64 лет) 106 были экономически активными, 35 — неактивными (показатель активности — 75,2 %, в 1999 году было 64,5 %). Из 106 активных жителей работали 93 человека (53 мужчины и 40 женщин), безработных было 13 (5 мужчин и 8 женщин). Среди 35 неактивных 7 человек были учениками или студентами, 15 — пенсионерами, 13 были неактивными по другим причинам.